# Mahieddine Khalef
Mahieddine Khalef (arab. ‏محيي الدين خالف; ur. 17 stycznia 1944 w Mechrze, Maroko; zm. 10 grudnia 2024) – algierski trener piłkarski.

## Kariera
Czterokrotnie podczas swojej kariery trenerskiej pełnił funkcję selekcjonera reprezentacji Algierii. Po raz pierwszy w 1979 roku. Drugi raz w latach 1979–1980, gdy prowadził reprezentację wspólnie z Serbem Zdravko Rajkovem. 
Trzeci raz Chalaf był trenerem Algierii podczas Mistrzostw Świata 1982 w Hiszpanii, kiedy to prowadził reprezentację wspólnie z Rachidem Mekloufim.
Na Mundialu reprezentacja Algierii pokonała sensacyjnie w pierwszym meczu reprezentację RFN 2–1. W drugim spotkaniu przegrała z reprezentacją Austrii 0–2 oraz wygrała w trzecim spotkaniu z reprezentacją Chile 3–2 i mimo zdobytych 4 punktów odpadła z turnieju.
Ostatni raz reprezentację Algierii Chalaf prowadził w 1983 roku.